# Suillia fuscicornis
Espèce
Suillia fuscicornis est une espèce d'insectes de la famille des Heleomyzidae. C'est une petite mouche allongée aux yeux orangés. Cette espèce a été décrite pour la première fois en 1847 par l'entomologiste suédois Johan Wilhelm Zetterstedt (1785-1874).
Tout comme sa consœur Suillia gigantea utilisée en Provence, elle permet au chercheur de truffe de localiser ce champignon,sur l'ensemble des régions truffières et particulièrement au Nord de la Loire. Ses larves étant inféodées à Tuber uncinatum (Truffe de Bourgogne) et Tuber melanosporum (Truffe du Périgord), la femelle cherche, par son parfum, le champignon, afin de pondre ses œufs à son aplomb. En surveillant son vol, il est possible de trouver la truffe, à l'endroit où elle se pose.